# Dave Stockton
David Knapp "Dave" Stockton (* 2. November 1941 in San Bernardino, Kalifornien) ist ein US-amerikanischer Profi-Golfer. Er gewann neben zwei Majors zahlreiche Turniere der PGA Tour und der Champions Tour. Nach seiner Karriere als Spieler arbeitet er als Golf-Trainer mit Stars wie Phil Mickelson oder Michelle Wie. Stockton, der während seiner aktiven Zeit als brillanter Putter galt, betreut seine Profis schwerpunktmäßig im Bereich des kurzen Spiels.
Wenn in der Rückschau der Blick auf die erfolgreichsten Golfer der 1960er und 1970er Jahre wandert, dürfte der Name Dave Stockton eher selten fallen. Nicht geliebt wie Arnold Palmer, auch nicht so geschätzt wie der erfolgreichste Spieler dieser Zeit, Jack Nicklaus. Ist von Dave Stockton die Rede, dann spricht man von einem Spieler in den Momenten, wo sich die Chance bot, einfach da war und zuschlug. Anders als die physisch enorm starken Palmer und Nicklaus war Stockton nie einer, der die Bälle mit purer Kraft auf enorme Weiten zu schlagen vermochte. Sein linkes Bein war länger als sein rechtes, zudem hatte er mit 15 Jahren einen schweren Surfunfall. Am Strand von Trestles, dem südkalifornischen Surferparadies, brach er sich drei Rippen. Die Folgen dieses Unfalls sollten ihn auch später noch Beweglichkeit und damit Schlagweite kosten.
Nach einer erfolgreichen Zeit als Amateur und einem Studium an der University of Southern California wurde er 1964 Profi. Seinem ersten Turniersieg auf der PGA Tour, dem Colonial Invitation National, ging eine Besonderheit dieses Events voraus. Da er damals nicht zu den 80 bestplatzierten Profis gehörte, war er nicht automatisch qualifiziert. Die ehemaligen Turniersieger haben mit ihrer Champion's Choice jedoch die Möglichkeit, zwei weiteren Spielern den Start zu ermöglichen und wählten als einen davon Stockton aus. Er nutzte diese Startchance und – als bislang einziger Spieler seit 1946 – gewann das Turnier.
Auch bei seinen beiden Major-Siegen packte Stockton die Gelegenheit beim Schopf und hielt in schwierigen Momenten dem Druck stand. 1970 spielte er in der Schlussrunde der PGA-Championship mit Palmer um den Sieg. Nicht nur Arnie's Army, Palmer lautstarke Fangruppierung, sondern auch viele andere hätten Palmer den Sieg gewünscht; nach Erfolgen bei den anderen drei Majors gönnten ihm viele diesen Sieg als Krönung seiner Karriere. Stocktons Nervenstärke verhinderten dies jedoch. 1976 trotzte er dem schlechten Wetter. Auch das erstmalige Verschieben der letzten Runde auf dem Montag brachte am letzten Loch nicht aus der Fassung. Aus knapp fünf Metern lochte er einen Putt ein und verhinderte so, dass es zu einem Stechen zwischen ihm sowie den letztlich Zweitplatzierten Raymond Floyd und Don January kam.
Der Schlusspunkt dieses zweiten Major-Sieges ist ein schönes Beispiel für die Stärke Stocktons: das Putten. Das amerikanische GOLFmagazine wählte ihn 2009 in die Liste der 10 größten Putter in der Geschichte des Golfsports. Besonders auffallend war seine Entschlossenheit und seine zügige Durchführung auch bei besonders wichtigen Putts. In einem Beitrag für das amerikanische Magazin Golfdigest schrieb er, die Vorbereitung auf den siegbringenden Putt bei der PGA 1976 sei so zügig gewesen wie bei jedem anderen Putts. Inklusive Lesen des Grüns seien dies 15 Sekunden gewesen. Angesichts der Wichtigkeit dieses Schlages eine sehr kurze Zeitspanne. Möglich ist dieses schnelle Spiel auch aufgrund einer Besonderheit Stocktons: er lehnt sogenannte Probeschwünge ab. 
Nach dem Erreichen des 50. Lebensjahrs wechselte Stockton 1991 auf die Senior PGA Tour, die heutige Champions Tour. 1993 und 1994 gewann er die Geldrangliste dieser Tour. Seine 14 Titel umfassen drei sogenannte Senior-Majors.
Stockton spielte für das US-Team zweimal im Ryder Cup, 1971 und 1977. 1991 war er Captain des Ryder-Cups auf Kiawah Island.
2009 rückte Stockton als Coach, der Phil Mickelson den Erfolg zurückbrachte, in den Blickpunkt des Interesses. Dabei hatte er schon lange Zeit mit Top-Spielerinnen und -spielern gearbeitet. Lange Zeit bevor er Michelle Wie betreute, verbesserte er schon das Kurzspiel von Annika Sörenstam.

## Ergebnisse bei den Majors
| Tournament            | 1968 | 1969 |
| --------------------- | ---- | ---- |
| The Masters           | DNP  | 18   |
| U.S. Open             | T9   | T25  |
| The Open Championship | DNP  | DNP  |
| PGA Championship      | T17  | T35  |

| Tournament            | 1970 | 1971 | 1972 | 1973 | 1974 | 1975 | 1976 | 1977 | 1978 | 1979 |
| --------------------- | ---- | ---- | ---- | ---- | ---- | ---- | ---- | ---- | ---- | ---- |
| The Masters           | T5   | T9   | T10  | T14  | T2   | T26  | DNP  | T39  | CUT  | CUT  |
| U.S. Open             | DNP  | CUT  | CUT  | T39  | T40  | T43  | CUT  | CUT  | T2   | T36  |
| The Open Championship | DNP  | T11  | T31  | DNP  | DNP  | DNP  | DNP  | DNP  | DNP  | DNP  |
| PGA Championship      | 1    | T40  | T40  | T12  | T26  | CUT  | 1    | T31  | T19  | T35  |

| Tournament            | 1980 | 1981 | 1982 | 1983 | 1984 | 1985 | 1986 | 1987 | 1988 | 1989 |
| --------------------- | ---- | ---- | ---- | ---- | ---- | ---- | ---- | ---- | ---- | ---- |
| The Masters           | T26  | T31  | DNP  | DNP  | DNP  | DNP  | DNP  | DNP  | DNP  | DNP  |
| U.S. Open             | T51  | CUT  | T45  | DNP  | DNP  | DNP  | DNP  | DNP  | CUT  | DNP  |
| The Open Championship | DNP  | DNP  | DNP  | DNP  | DNP  | DNP  | DNP  | DNP  | DNP  | DNP  |
| PGA Championship      | CUT  | T43  | CUT  | CUT  | T39  | T59  | T53  | CUT  | T48  | T68  |

| Tournament            | 1990 | 1991 | 1992 | 1993 | 1994 | 1995 | 1996 | 1997 |
| --------------------- | ---- | ---- | ---- | ---- | ---- | ---- | ---- | ---- |
| The Masters           | DNP  | DNP  | DNP  | DNP  | DNP  | DNP  | DNP  | DNP  |
| U.S. Open             | DNP  | DNP  | DNP  | DNP  | DNP  | DNP  | DNP  | CUT  |
| The Open Championship | DNP  | DNP  | DNP  | DNP  | DNP  | DNP  | DNP  | DNP  |
| PGA Championship      | CUT  | CUT  | DNP  | DNP  | DNP  | DNP  | DNP  | DNP  |

DNP = nicht teilgenommen

WD = zurückgezogen

CUT = am Cut gescheitert

"T" = geteilter Rang